# Front de la Unitat Nacional

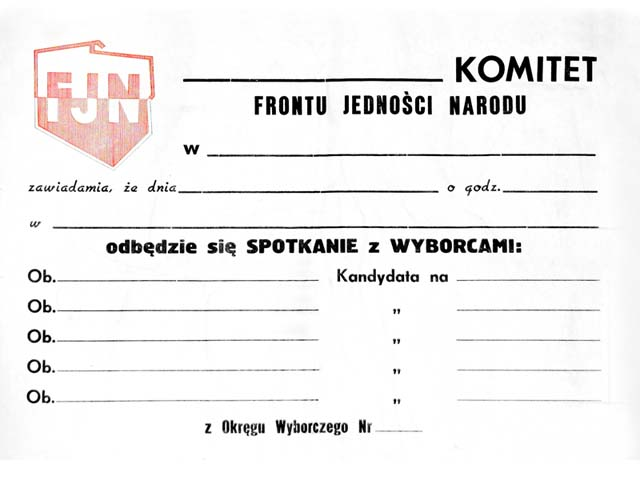
Poster electoral del FJN de mitjans dels 1970.

Front de la Unitat Nacional (polonès Front Jedności Narodu, FJN) fou una organització política comunista polonesa que supervisaven les eleccions a la República Popular de Polònia i alhora formava una coalició de govern del Partit Obrer Unificat Polonès i els seus aliats. Va ser fundada per a les eleccions parlamentàries poloneses de 1952 com a Front Nacional (Front Narodowy) i canvià de nom pel de Front d'Unitat Nacional el 1956.
Estava subordinat al POUP; els seus membres inclouen tots els altres partits polítics polonesos i moltes organitzacions (com ara els sindicats). Durant les eleccions hi havia un quasi monopoli (en particular, variava depenent del temps) en el registre de candidats que tenien dret a participar en les eleccions; va ser de fet utilitzat per POUP per assegurar-se que cap candidat de la veritable oposició pogués participar en les eleccions. El 1983 va ser substituït per Moviment Patriòtic per al Renaixement Nacional (Patriotyczny Ruch Odrodzenia Narodowego, PRON).

## Resultats electorals

### Sejm
| Any  | Vots       | %     | Escons    | +/– | Pos. | Govern   |
| ---- | ---------- | ----- | --------- | --- | ---- | -------- |
| 1947 | 9,003,682  | 80.1% | 394 / 444 | Nou | 1r   | Coalició |
| 1952 | 15,459,849 | 99.8% | 425 / 425 | 31  | = 1r | Coalició |
| 1957 | 16,563,314 | 98.4% | 459 / 459 | 34  | = 1r | Coalició |
| 1961 | 17,342,570 | 98.3% | 460 / 460 | 1   | = 1r | Coalició |
| 1965 | 18,742,152 | 98.8% | 460 / 460 | =   | = 1r | Coalició |
| 1969 | 20,473,114 | 99.2% | 460 / 460 | =   | = 1r | Coalició |
| 1972 | 21,746,242 | 99.5% | 460 / 460 | =   | = 1r | Coalició |
| 1976 | 23,502,983 | 99.4% | 460 / 460 | =   | = 1r | Coalició |
| 1980 | 24,683,056 | 99.5% | 460 / 460 | =   | = 1r | Coalició |